# Polygireulima
Polygireulima is een geslacht van weekdieren uit de klasse van de Gastropoda (slakken).

## Soorten
- Polygireulima amblytera (Verrill & Bush, 1900)
- Polygireulima rutila (Carpenter, 1864)
- Polygireulima spina (Grateloup, 1838) †